# 藤坂知輝
藤坂 知輝（ふじさか ともき、1996年1月14日 - ）は、福井県福井市出身のハンドボール選手。日本ハンドボールリーグの福井永平寺ブルーサンダー所属。

## 経歴
2014年に日本ハンドボールリーグの北陸電力へ加入。
2016-17年シーズンはリーグ3位の87得点を挙げた。
2017-18年シーズンは、2017年10月28日のトヨタ車体戦で決勝点となるシュートを決め、2012-13年シーズンから続いた79連敗を止めた。同シーズンはリーグ4位タイとなる126得点（フィールド得点はリーグ3位）を記録。
2018-19年シーズンはリーグ9位となる108得点を挙げた。
北陸電力は、2023年3月限りで廃部・解散となり、解散式ではキャプテンとしてチームの旗を返納した。北陸電力の後身として福井永平寺ブルーサンダーが2023年4月に新たに発足し、同チームに所属している。

## 詳細情報

### 年度別成績
| 年       | チーム   | 試合 | フィールド 得点 | 率   | 7m  | 合計    | 警告 | 退場 | 失格 |
| -------- | -------- | ---- | --------------- | ---- | --- | ------- | ---- | ---- | ---- |
| 2014-15  | 北陸電力 | 16   | 2/15            | .133 | 0/1 | 2/16    | 0    | 1    | 0    |
| 2015-16  | 北陸電力 | 10   | 18/36           | .500 | 0/0 | 18/36   | 2    | 1    | 0    |
| 2016-17  | 北陸電力 | 16   | 87/165          | .527 | 0/0 | 87/165  | 4    | 7    | 0    |
| 2017-18  | 北陸電力 | 24   | 126/257         | .490 | 0/0 | 126/257 | 4    | 2    | 0    |
| 2018-19  | 北陸電力 | 24   | 108/199         | .543 | 0/0 | 108/199 | 2    | 3    | 0    |
| JHL：5年 | JHL：5年 | 90   | 341/672         | .507 | 0/1 | 341/673 | 12   | 14   | 0    |

- 各年度の太字はリーグ最高

### 記録

#### 日本ハンドボールリーグ
- フィールドゴール初得点：2014年11月15日、対大崎電気戦（和光市総合体育館）[9]

### 背番号
- 3 (2014年 - )